# Francesco Corselli
Francesco Corselli ou Francisco Courcelle (Plaisance, 19 avril 1705 – Madrid, 3 avril 1778) est un compositeur italien du Baroque, maître de chapelle à la cour de Madrid, où il exerce pendant plus de trente ans.
Il y compose de la musique religieuse et des opéras, à la même période que le fameux castrat Farinelli. Il a été en contact avec les compositeurs espagnols les plus en vue de son époque, Antonio Soler et José de Nebra, avec qui il a travaillé afin d'augmenter le prestige de la chapelle royale. Corselli est considéré comme une pièce essentielle dans le développement du baroque tardif et de son passage ultérieur au classicisme. Il est aussi considéré comme un des compositeurs les plus importants parmi ceux qui ont travaillé en Espagne, en raison de la qualité de ses œuvres.

## Biographie

### Formation
Francesco Courcelle naît à Plaisance, ville intégrée au duché de Parme en 1705. Il est le fils de Juana Medard et de Charles Courcelle, un maître à danser d'Élisabeth Farnèse (plus tard reine d'Espagne). On ne connaît pas avec exactitude sa formation musicale, mais on pense qu'il a étudié avec Geminiano Giacomelli, maître de chapelle de la cour de Parme et de l'église Santa Maria della Steccata, pendant les années 1719–1727 et 1732–1737. 
Corselli s'est forgé une réputation très jeune en faisant connaître son œuvre, non seulement à Plaisance, mais également à Parme, où il remplace par intérim Geminiano Giacomelli, à la tête de la chapelle royale des ducs (oncles d'Élisabeth Farnèse) et de l'église Santa Maria. Les quelques œuvres connues de cette époque, sont de caractère sacré, notamment la Messe à cinque voci avec V.V. et hautbois (1729) et l'oratorio Sainte Clotilde (1732), dernière œuvre composée en Italie. Au printemps 1731, est créé au Teatro San Samuele de Venise, son premier opéra, La Venere placata, sur un livret de Claudio Nicola Stampa ; puis au carnaval de l’année suivante est monté Nino, cette fois créé au Teatro Sant'Angelo, sur un livret d'Ippolito Zaneli. Au retour de Giacomelli à Parme en 1732, Corselli abandonne son poste à la cour et à l'église. Il demeure quelques mois à la cour parmesane en tant que maître de l'infant Charles de Bourbon. À l'automne 1733, il décide de se rendre à Madrid à la recherche d'opportunités nouvelles.

### Madrid
Le musicien arrive en Espagne à la fin de 1733. Il sollicite un poste de maître de musique des infants les plus jeunes, poste qui était alors vacant et qu'il a obtenu d'abord pour l'infante Marie-Thérèse le 19 mars 1734 et en mars ou avril 1736, pour l'infante Marie-Antoinette. Il sollicite également la charge de maître de la chapelle royale de Philippe V, mais ce poste est alors occupé par José de Torres et Felipe Falconi respectivement maître titulaire et suppléant. La demande est rejetée. 
| « D. Francisco Corseli Maestro de Capilla, hijo de D. Carlos Corseli de nación francés, que tuvo la honra de servir de maestro de baile a S.M. La Reina, puesto a los R.P. de V.M., dice haber nacido en Piacenza, y después de pasados sus estudios haberse aplicado a la música y adquirido en ella el necesario conocimiento para llegar a ser compositor, como lo ha hecho reconocer con su corta habilidad, no solamente en su patria y en Parma, al servicio de los últimos Serenísimos Señores Duques Farnesio, sino también en otras ciudades de Italia en funciones de iglesias y teatros, y particularmente en Venecia […] ; por cuyo fin, suplica a V.M. se digne a concederle la gracia de poder enseñar a los expresados Serenísimos Señores Infantes en ausencia de su Maestro, y sin prejuicio de nadie, acordarle una futura de Maestro en la Real Capilla, y en interín para su decente manutención los sueldos y emolumentos que corresponden a dichos empleos, maravedíes que espera recibir de la Real Clemencia de V.M. — Memorial escrito por Francesco Corselli dirigido al rey el 1/12/1733. » |  |  | « D. Francisco Corseli Maître de Chapelle, fils de D. Carlos Corseli de nationalité française, qui a eu l'honneur de servir comme maître à danser de S.M. La Reine, au service des R.P. de V.M., dit être né à Plaisance, et une fois achevées ses études, s'être consacré à la musique et avoir acquis sur elle les connaissances nécessaires pour devenir compositeur, comme il a l'a fait reconnaître pendant sa brève carrière, non seulement dans sa patrie et à Parme, au service des derniers Sérénissimes Seigneurs Ducs Farnese, sinon aussi dans d'autres villes d'Italie lors de concerts dans des églises et des théâtres, et particulièrement à Venise […] ; de ce fait, je supplie V.M. d'accepter de m'accorder la grâce de pouvoir donner des leçons aux dits Sérénissimes Seigneurs Infants en absence de leur Maître, et sans préjudice de personne, en lui accordant plus tard de devenir Maître de la Chapelle Royale, et par interim, pour un revenu décent, la solde et les émoluments qui correspondent à ces dits emplois, maravédis qu'il espère recevoir de la Royale Clémence de V.M. — Mémoire écrit par Francesco Corselli, adressé au roi, le 12 janvier 1733. » |

La motivation de Corselli est peut-être liée avec le fait que la reine consort de Philippe V est Élisabeth Farnèse, élève de danse de son père ; de plus l'origine parmesano-française du compositeur ne peut être que bien vue par les deux monarques.
La santé déclinante peu d'années plus tard de José de Torres et de Felipe Falconi, pousse Courcelle à solliciter à nouveau la charge de la Chapelle avec l'intercession de la princesse des Asturies, Barbara de Bragance, qui, dans un premier temps, se fait de façon officieuse — le 13 juin 1737, le roi décrète sa nomination comme enseignant intérimaire — et après la mort des deux maîtres (survenue à quelques mois d’intervalle), avec les pleins pouvoirs. 
| « He concedido a Francisco Courcelle futura de la plaza de Maestro de mi Real Capilla con ausencias y enfermedades de los que sirven en propiedad hora esta plaza, señalándole el goze de 1500 ducados de vellón cada año, situado en la consignación de la misma capilla, que he mandado aumentarla en esta cantidad, cuando llegue el caso de servir este sujeto en propiedad la expresada plaza. — Documento dirigido por Felipe V al patriarca de las indias el 19/6/1737. » |  |  | « J'ai concédé à Francisco Courcelle l'interim de la place de Maître de ma Chapelle Royale en cas d'absence ou de maladie de ceux qui servent officiellement à ce poste actuellement, moyennant le revenu annuel de 1 500 ducats de billon, attaché à cette chapelle, et que j'ai commandé d'augmenter de cette quantité, s'il lui arrive de devenir propriétaire de ce dit poste. — Document adressé par le Roi au Patriarche des Indes, le 19 juin 1737. » |

Il se marie en 1738, avec la française Honorata Carlota Peret Marie Laboulay, avec qui a quatre filles. C'est à cette époque, à un moment indéterminé, qu'il italianise son nom en Francesco Corselli.
L'incendie de l'Alcazar de Madrid en 1734, cause la destruction presque totale des archives musicales. Corselli se voit donc dans l'obligation de fournir un grand nombre d'œuvres religieuses pour la Chapelle, autant sorties de sa propre plume, que d'autres, acquises à des maîtres espagnols (par exemple José de Torres ou Domènec Terradellas) ou aux étrangers (des compositeurs de la taille de Nicola Porpora, Alessandro Scarlatti ou Francesco Durante). Après la mort de Philippe V et la modernisation de la Chapelle royale menée à terme par le marquis de la Ensenada, le compositeur est promu au poste de vice-maestro et vice-recteur, en 1751, lorsque l'organiste principal, José de Nebra, est absent, exerçant dans la chambre des rois dans les résidences royales. Dès lors sa production religieuse se multiplie, et il compose un grand nombre d'antiphonies, leçons de défunts, cantates, psaumes, séquences, cantiques évangéliques, hymnes, invocations, lamentations, litanies, messes, motets, respons et villancicos, conservés majoritairement aux archives du Palais royal. Son principal apport ces années-là, outre sa plume de compositeur, est un travail de modernisation de la structure de l'orchestre de la Chapelle, en augmentant le nombre des pupitres ou en intégrant des instruments jusqu'alors non utilisés, comme la viole de gambe et en équilibrant les vents et les cordes.

### Théâtre
Après la disparition de la compagnie italienne de théâtre qui se produisait au Teatro de Los Caños del Peral de Madrid, il se forme une compagnie espagnole, composée des meilleurs chanteurs des compagnies qui proviennent du Teatro de la Cruz et du Teatro (ou Corral) del Príncipe, et dont l'objectif est l'interprétation d'opéras italiens, avec textes traduits. Corselli crée en 1735 La cautela en la amistad y el robo de las Sabinas, un drame en deux actes de style napolitain.

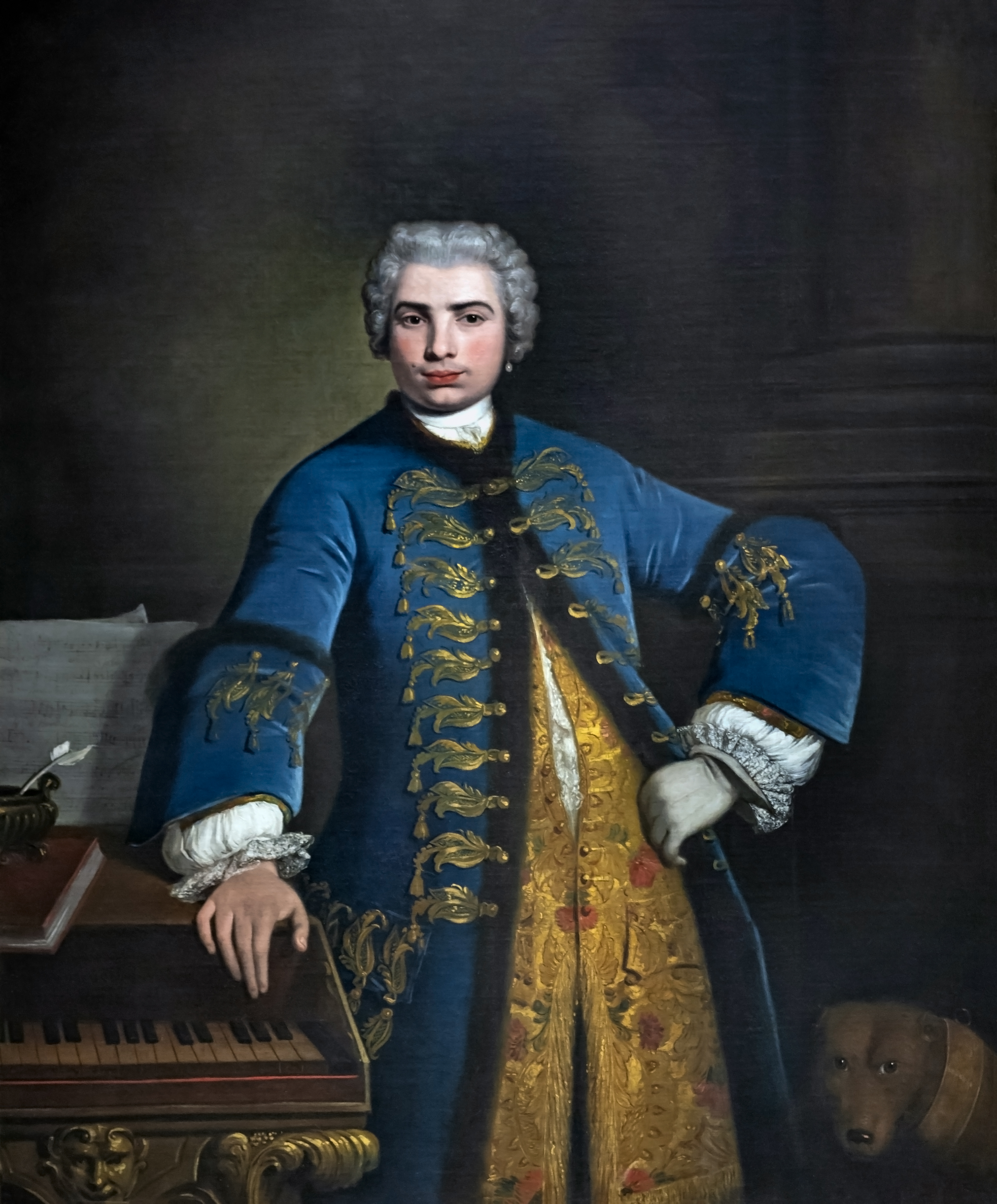
Farinelli, portrait par Bartolomeo Nazari, 1734.

Plus tard, à l'occasion du mariage de l'infant Charles avec Marie-Amélie de Saxe le 9 mai 1738, Corselli monte, sur un livret de Metastasio, l'opéra Alessandro nelle Indie, un succès retentissant basé autant sur la beauté de la musique que sur la richesse du spectacle offert au théâtre Real Coliseo del Buen Retiro. En 1739, il obtient peut-être son succès théâtral le plus grand avec Farnace, drame écrit à l'occasion du mariage du deuxième fils d'Isabelle de Farnèse, l'infant Philippe, avec Élisabeth de France, fille de France. Sa réception fantastique, fait que cet opéra a été représenté dans d'autres cérémonies liées aux fêtes de la famille royale.
Corselli est choisi pour participer à la musique d'un autre événement royal : le mariage de l'infante Marie-Thérèse avec le dauphin de France. Le 8 décembre 1744, au Coliseo del Buen Retiro, est créé le drame Achille in Sciro, sur un livret  de Metastasio. Il collabore avec Francisco Coradini et Juan B. Mele, pour la composition de deux pasticci : La clemencia de Tito (livret de Metastasio) et Le Polifemo (livret de Rolli). Lors de ces représentations s'est produit le fameux castrat Farinelli, qui résidait déjà à Madrid.
Les fêtes royales ont continué d'être une source de créations dramatiques telle la serenata L’Asilo d’amore, sur un livret de Metastasio, interprété à l'occasion du mariage de l'infante Marie-Antoinette et du duc de Savoie, le 8 avril 1750. Finalement, la dernière de ses œuvres théâtrales est l'intermedio Il cuoco ou sia Il marchese.

### Dernières années
La vie de Francesco Corselli à partir de la moitié du siècle, manque d'éléments significatifs. Après l’accession au trône de Ferdinand VI, celui-ci manifeste sa préférence dans le domaine théâtral pour Farinelli et ses spectacles virtuoses et courtisans. Francesco Corselli a dès lors peiné à trouver l'occasion de composer pour la scène. Après quarante-quatre ans passés à Madrid, Francisco Courcelle meurt le 3 avril 1778, à la suite d'un accident.

## Œuvres
Corselli est un prolifique compositeur, surtout dans les genres vocaux.

### Musique pour la scène

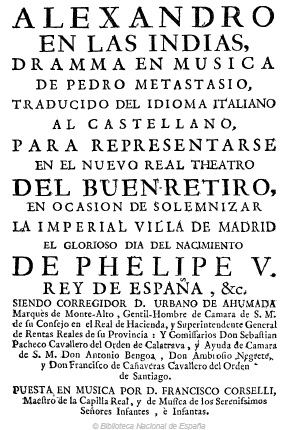
Couverture d’Alessandro nelle Indie (Corselli/Metastasio).

Parmi la dizaine d'opéras, dont deux douteux, il ne reste entiers que Farnace (1739) et Achille in Sciro (1744).
- La venere placata, dramma per musica (livret de Claudio Nicola Stampa), Théâtre Grimandi San Samuele, Venise, 1731.
- Nino, dramma per musica (livret d'Ippolito Zanelli/Vincenzo Cassani) Théâtre Sant'Angelo, Venise, 1732.
- Sante Clotilde, oratorio (Venise, 1733)
- La cautela en la amistad y el robo de las sabinas (livret de Juan de Agramont y Toledo), drame en 2 actes. Théâtre des Caños du Peral, Madrid, 1735.
- Alessandro nelle Indie, dramma per musica (livret de Métastase), Buen Retiro, Madrid, 1738.
- Farnace (livret de Métastase ; Madrid, 1739)
- Achille in Sciro (livret de Métastase ; Madrid, 1744)
- La clemenza ai donné Tito, avec Corradini & Mele (livret de Métastase ; Madrid, 1747)
- Polifemo, Avec Corradini & Mele (livret de Métastase ; Madrid, 1748)
- L'asilo d'amour, serenata (livret de Métastase) Buen Retiro, Madrid, 1759)
- Il cuoco ossia il marchese Du Bosco, intermezzo (Madrid, 1750)

### Musique sacrée
447 compositions sacrées :
- 19 messes
- 5 messes de Requiem
- Psaumes, motets, Miserere, Magnificats
- Litanies, lamntations, Te Deum
- Veilles, antiphonies, séquences
- Cantates et villancicos

### Musique instrumentale
- Concertos pour cordes
- 7 sonates pour violon et violoncelle

## Discographie
- Farnace, À. Vivaldi / F. Corselli - Le Concert des Nations, dir. Jordi Savall (26, 28 octobre 2001, 3CD AliaVox) (OCLC 830157494)
- Francesco Corselli, Musique à la cour d'Espagne : Ouverture, arias, lamentations - Nuria Rial, soprano ; El Concierto Español, dir. et violon Emilio Moreno (février 2002, Glossa GCD 920307 / GCD C80307)[7] (OCLC 53198040), (BNF 43739127)
- Cérémonies royales - La Chapelle Réelle de Madrid, dir. Oscar Gershensohn (19-23 août 2008, 2CD Verso VRS 2116) (OCLC 880982111), (BNF 43635480)
- Dulze acento - Musica Boscareccia (2015, Itinerant Early) (OCLC 1061828801)